# ادورث
ادورث (به انگلیسی: Edworth) یک روستا و محله مدنی در بریتانیا است که در Central Bedfordshire واقع شده‌است.